# Militaire politie
De militaire politie (MP) is een politiedienst die verantwoordelijk is voor beveiliging en wetshandhaving binnen een militaire organisatie.
De militaire politie kan een legeronderdeel zijn dat uitsluitend politietaken uitvoert binnen de krijgsmacht, maar het komt ook vaak voor dat de militaire politietaken worden uitgevoerd door een gendarmerie, een op militaire leest geschoeide civiele politieorganisatie die ook andere politietaken uitvoert.
Het eerste model is het huidige Belgische model: nadat de Rijkswacht, die tot dan toe deze taken uitvoerde, in de geïntegreerde politie opging, kregen de Belgische strijdkrachten hun eigen militaire politie. De MP's van de landmacht zijn sinds het einde van de tweede wereldoorlog actief, zowel in wat vroeger de Belgische strijdkrachten in Duitsland waren als op het nationaal grondgebied, er waren drie soorten MP's zeemacht, landmacht en luchtmacht, elk met hun eigen uniformen en graadkentekens. Sinds enkele jaren zijn de drie machten samengesmolten om de Military Police Group te vormen.
Het tweede model is van oudsher in Nederland in gebruik, waar militaire politietaken door de Koninklijke Marechaussee worden uitgevoerd.
Wanneer de militaire politie taken binnen de krijgsmacht uitvoert, zijn zij doorgaans duidelijk van andere officieren en manschappen te onderscheiden, meestal door de aanduiding MP op hun helm of op een armband.

## Galerij

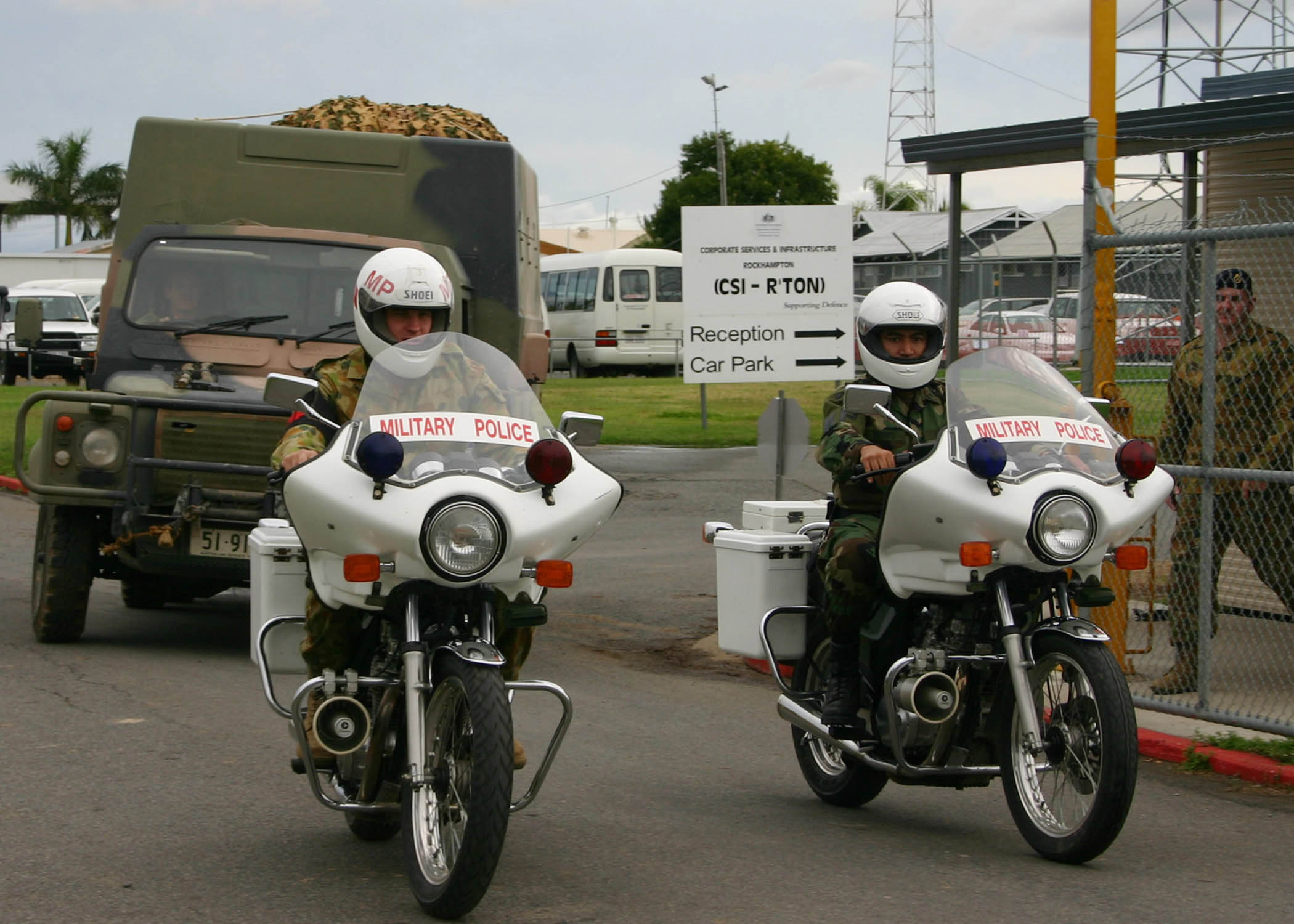
Motoragenten van de Australische MP.
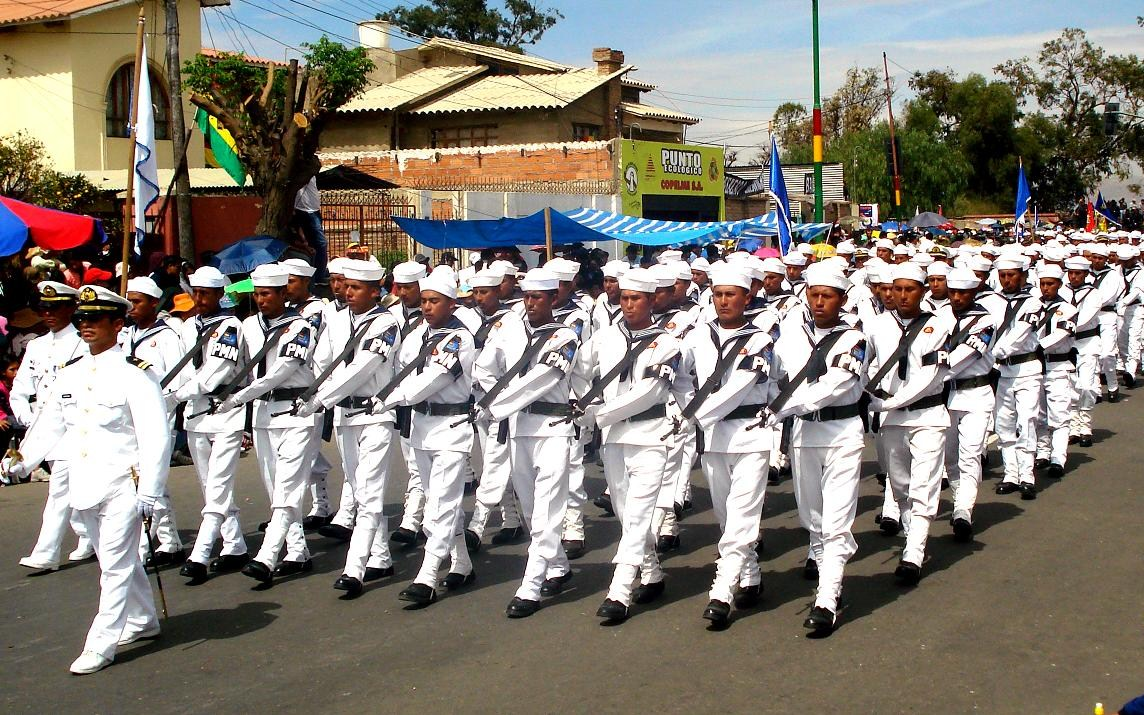
De MP van Bolivia.
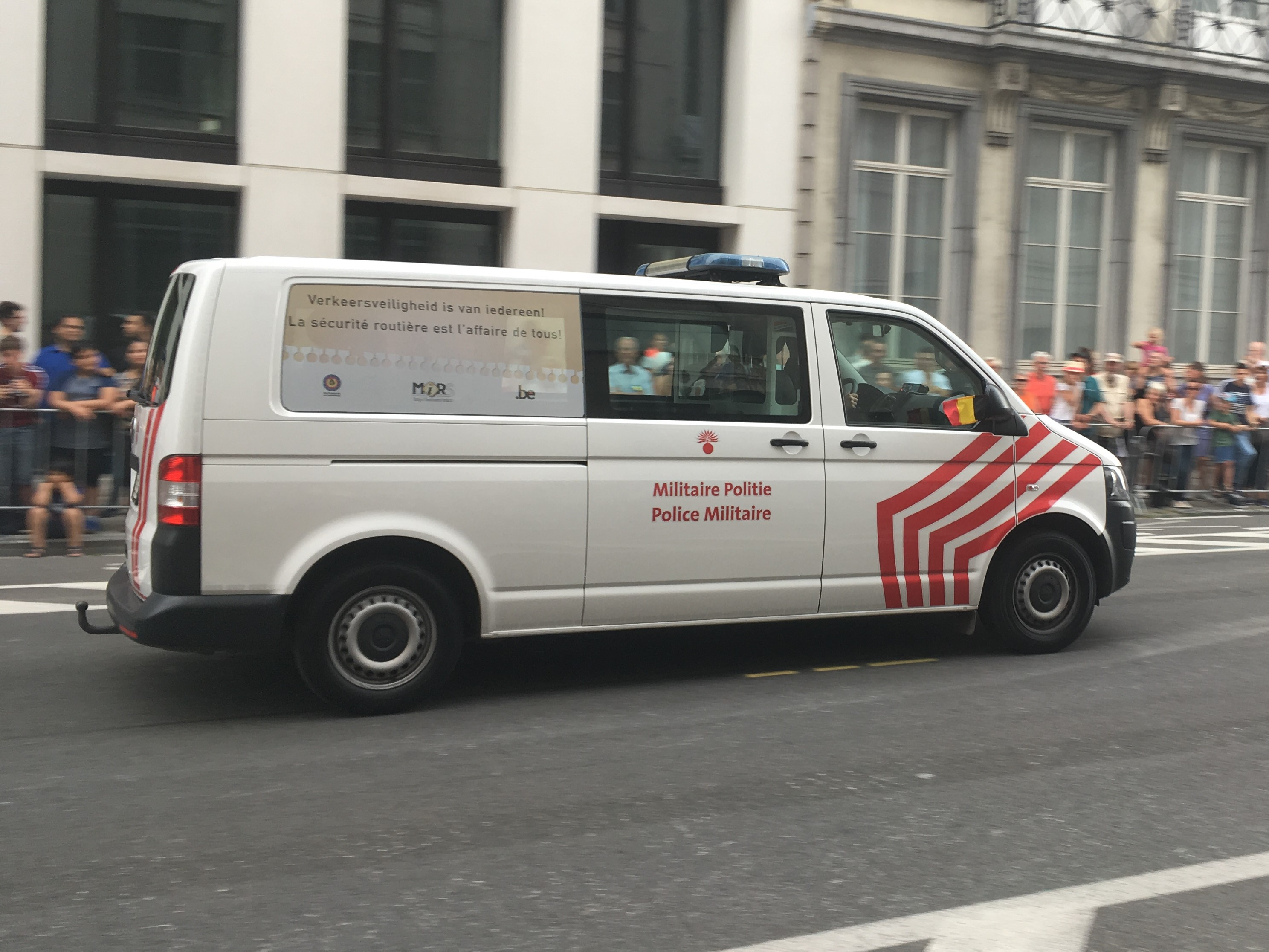
Belgisch MP-voertuig.